# 4e régiment de cuirassiers (France)
Pour les articles homonymes, voir 4e régiment.
Le 4e régiment de cuirassiers (ou 4e RC) est un régiment de cavalerie de l'Armée de terre française créé sous la Révolution à partir du régiment de La Reine cavalerie, un régiment de cavalerie français d'Ancien Régime, sous le nom de 4e régiment de cavalerie avant de prendre sous le Premier Empire sa dénomination actuelle.

## Création et différentes dénominations
- 1643 : Créé sous le nom de La Reine-Mère.
- 1666 : Prend le nom de Régiment de La Reine cavalerie.
- 1791 : 4e régiment de cavalerie
- 1803 : 4e régiment de cuirassiers
- 1814 : Cuirassiers d'Angoulême
- 1815 : 4e régiment de cuirassiers
- 1816 : Cuirassiers de Berry
- 1830 : 4e régiment de cuirassiers

- 1916 : 4e régiment de cuirassiers à pied
- 1919: 4e régiment de cuirassiers
- 1927: Dissous
- janvier 1933 : 4e groupe d'automitrailleuses : 4e GAM
- mars 1936 : 4e régiment de cuirassiers
- 1940 : Dissous
- 1943 : 4e régiment de cuirassiers
- juillet 1944 : dissous
- octobre 1944 : 4e bataillon de cuirassiers FFI
- 1945 : ce bataillon devient officiellement le 4e régiment de cuirassiers
- 1964 : Dissous
- 1964 : 4e régiment de cuirassiers
- juin 1997: Dissous

## Chefs de corps
- 21 septembre 1788 : Mestre de camp-lieutenant - François-René Hervé de Carbonnel, vicomte de Canisy
- 5 mars 1792 : Mestre de camp-lieutenant - Charles-Ignace chevalier de Raincourt
- 13 avril 1792 : Mestre de camp-lieutenant - Pierre Roux-Fazillac,
- 4 novembre 1792 : Mestre de camp-lieutenant - François-Louis de la Goublaye
- 9 février 1794 : Chef de brigade - Joseph d'Aban
- 5 juillet 1794 : Chef de brigade - Dominique Martin la Meuse
- 2 octobre 1794 : Chef de brigade - Jean-Baptiste-Antoine Laplanche
- 31 août 1803 : Colonel - Fulgent Herbault
- 25 juin 1808 : Colonel - Francesco, prince Aldobrandini Borghèse
- 23 janvier 1812 : Colonel - Michel Menou Dujon
- 11 mai 1815 : Colonel - Jean-Baptiste-Nicolas Habert
- 1816 : Marquis de Rochedragon
- 1823 : de Burgraff
- 1823-1829 : Colonel Athanase de Charette, baron de La Contrie
- 1830 : Baron Schneit
- 1832 : Colonel - Jacques Guillaume Frédéric de Labachelerie
- 1835: Groüt de Saint-Paër
- 1843 : de Hody
- 1850 : Favas
- 1851 : Colonel - Jean-Simon de Hody
- 1858 : Vicomte Pajol
- 1861 : Colonel - Achille Deban-Laborde (1808-?)
- 1870 : Colonel Auguste Billet (1817-1871)
- 1892 : Général de brigade Octave Rozat de Mandres (1840-1899)
- 1907 : Colonel - Huguet
- 1940 : Poupel
- 1961 : Perrin
- 1963 : Paris
- 1965 : Boyer
- 1967 : Spaeth
- 1969 : Colonel Paul Brossollet (1920-1999)
- 1971 : Colonel Michel Pommeret (1923-2014), grand-père de Charlotte d'Ornellas
- 1973 : Général de corps d'armée Jean Gossot (1929-2015)
- 1975 : Bourgogne
- 1977 : Leblanc
- 1977 : Général de brigade Henri Boulard de Gatellier
- 1981 : Général de division Arnaud Imbert de Balorre (1935-2016)
- 1983 : Général de brigade Jean-Pierre Hintzy (1938-2024)
- 1985 : Général de brigade Michel Nielly
- 1987 : Général de brigade Eric Britsch
- 1989 : Colonel Robert Ponroy (1945-2020)
- 1992 : Général de brigade Michel Perrodon
- 1994 : Général de division Bertrand Le Porquier de Vaux
- 1996 : Général de brigade Dominique Trinquand

## Historique

### Guerres de la Révolution et de l'Empire
- Elle ne cite pas suffisamment ses sources. Vous pouvez indiquer les passages à sourcer avec {{référence nécessaire}} ou {{Référence souhaitée}}, et inclure les références utiles en les liant aux notes de bas de page. (Marqué depuis août 2020)
- Elle n’est pas rédigée dans un style encyclopédique. (Marqué depuis août 2020)

Drapeau du 4e régiment de cavalerie de 1793 à 1803
Etendard du 1er escadron du 4e régiment de cavalerie de 1791 à 1794

- 1791 :
  - combats de la Moselle, de la Sambre, du Danube et du Rhin.
- 1792 :
  - Valmy
  - 1er décembre 1792 : Armée de la Moselle, expédition de Trèves
- 1794 :
  - Fleurus.
- 1799 :
  - Bataille de Stockach
- 1805 :
  - Bataille de Caldiero
- 1807 :
  - bataille d'Heilsberg
- 1809 :
  - Bataille d'Essling,
  - Bataille de Wagram
- 1812 : Campagne de Russie
  - Bataille de Polotsk,
  - Bataille de la Bérézina
- 1813 : Campagne
- 1814 : campagne de France
  - Bataille de Laon,
  - Bataille de Fère-Champenoise

- 1814 : Dissous après la première abdication, il est reformé aussitôt sous le nom de Régiment de cuirassiers d'Angoulême no 4.
- 1815 : Le débarquement de l'Empereur lui rend son nom de 4e régiment de cuirassiers.
- 1815 : Campagne de Belgique
  - Bataille de Ligny,
  - Bataille de Waterloo (il y perd les deux tiers de ses effectifs).

### De 1815 à 1852

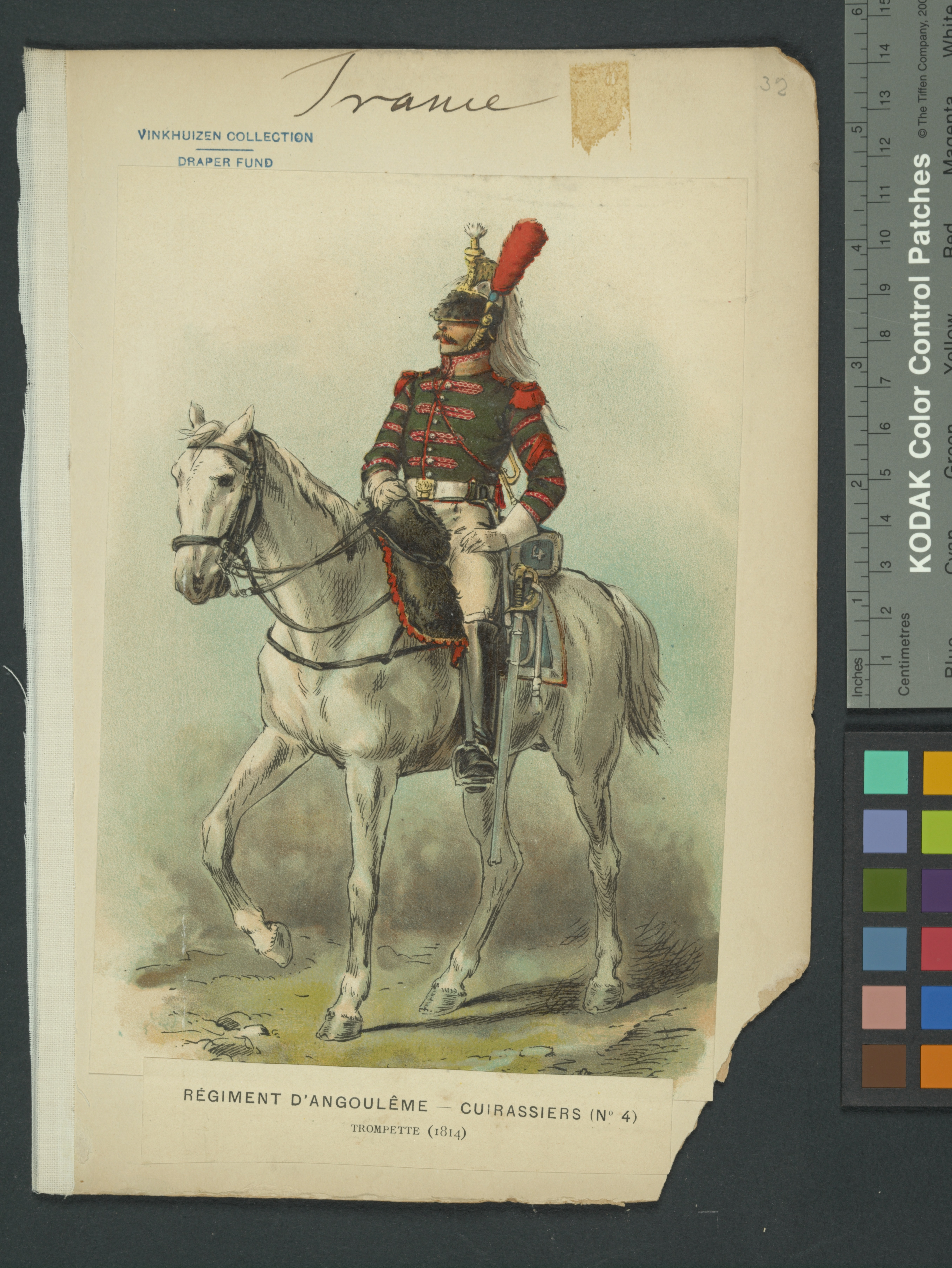
Régiment d’Angoulême (1814)
Drapeau du 4e régiment de cuirassiers pendant la deuxième République

Dissous à nouveau en tant que 4e de Cuirassiers, il devient alors Régiment de Cuirassiers de Berry no 4.
En 1830, à la chute de Charles X, il reprend le nom de 4e Régiment de Cuirassiers.

### Second Empire
En 1870, sous les ordres du colonel Billet, le régiment se sacrifie par des charges désespérées et entre dans la légende des "Cuirassiers de Reichshoffen".

Du 16 août-14 septembre, le régiment est à la défense de Toul.

### De 1871 à 1914

Cuirassier du régiment vers 1889.

Durant la Commune de Paris en 1871, le régiment participe avec l'armée versaillaise à la semaine sanglante.
- 1870 Limoges
- 1871 1874 Paris
- 1874 1876 Versailles
- 1876 1880 Angers
- 1880 1889 Lyon
- 1889 1914 Cambrai

En 1889-1890, le régiment est utilisé pour réprimer la grève des couverturiers de Cours-la-Ville.

### Première Guerre mondiale

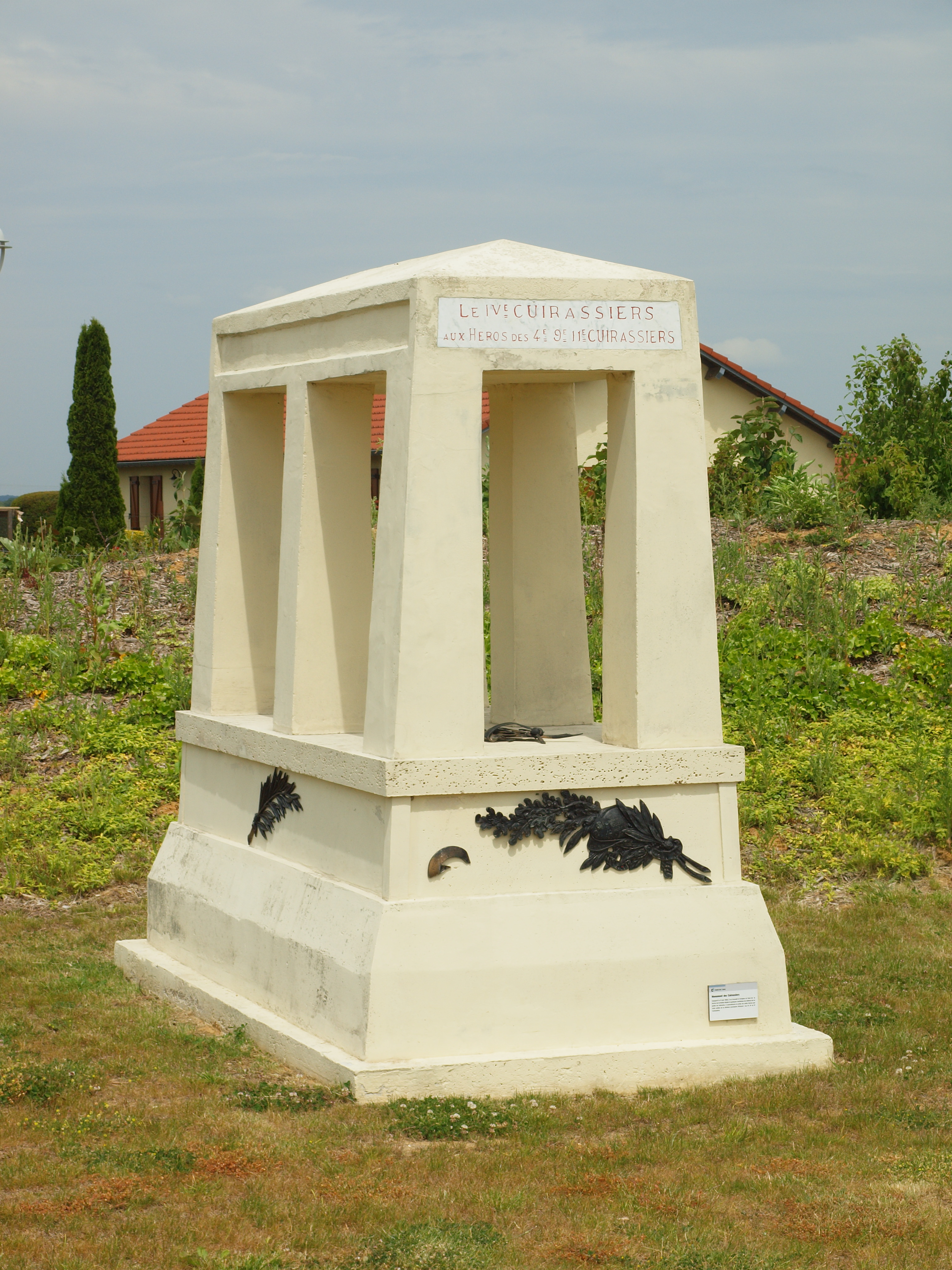
Monument aux cuirassiers à pied au moulin de Laffaux

#### 1914
En garnison à Cambrai, le 4e Cuir formait avec le 9e, en 1914, la 4e Brigade de cuirassiers - Général Gouzil - appartenant à la 3e Division de Cavalerie - Général Dor de Lastours. Il est composé de :
4 escadrons à 4 pelotons
1 escadron hors rang comprenant 1 peloton de mitrailleuses à 2 pièces
30 officiers, 650 sous-officiers trompettes et cuirassiers
Le 4e Cuir a reçu l'ordre de quitter temporairement les cuirasses en octobre 1914, à la demande du chef de corps car elles gênaient le combat à pied. Un escadron entièrement à pied a alors été formé, compte tenu également des pertes en chevaux ; puis les cuirasses ont été reperçues (hiver 1914-1915), puis ont été définitivement abandonnées ainsi que les chevaux.

#### 1916
Le 27 mai 1916, le 4e Cuir, démonté, forme le 4e régiment de cuirassiers à pied.

#### 1917
En avril 1917, le 4e régiment de cuirassiers à pied est rattaché, avec les 9e et 11e régiments de cuirassiers à pied, à la 1re division de cavalerie à pied sous les ordres du général Brécart.
Il sert à pied et se distingue au moulin de Laffaux (Aisne),

#### 1918
Le 4e régiment de cuirassiers à pied est engagé dans la quatrième bataille de Champagne, la seconde bataille de la Somme, l'offensive Meuse-Argonne.
Deux citations à l'ordre de l'armée le récompensent ainsi que la fourragère aux couleurs de la Croix de Guerre.

### Entre-deux-guerres

#### Régiment à cheval, 1919-1927

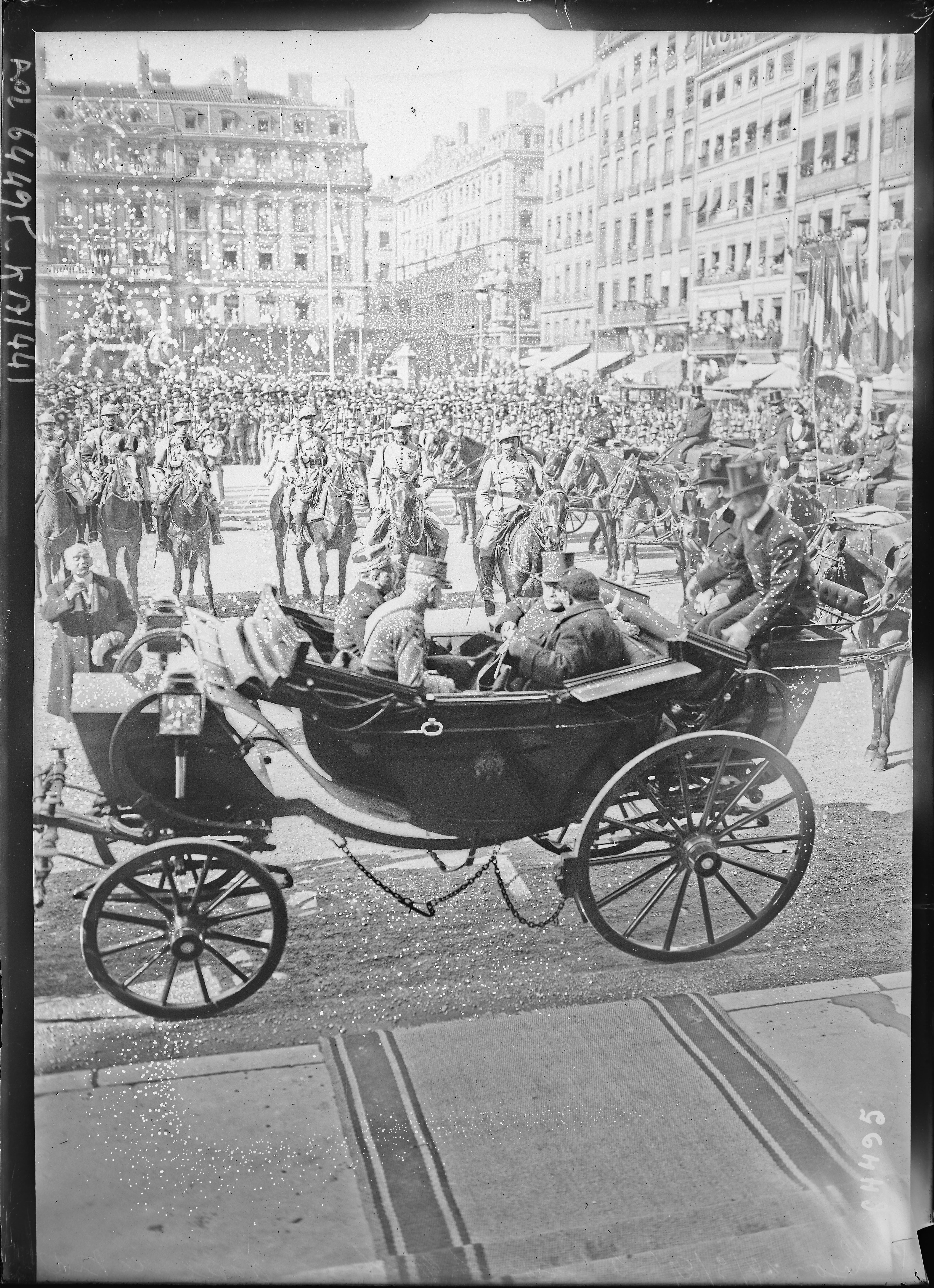
Le 4e cuirassiers (au second plan) salue le président Millerand en visite à Lyon en 1921

Début février 1919, le régiment repasse à cheval et est réorganisé avec quatre escadrons de cavalerie. Il est rattaché à la 1re brigade de cuirassiers de la 6e division de cavalerie (puis 6e division légère) de Lyon,.
Le 25 octobre 1927, le régiment est dissous dans le cadre des mesures de réorganisation de l'Armée.

#### Groupe d'automitrailleuses, 1933-1936
Recréé à Reims, quartier Jeanne d'Arc, le 1er janvier 1933, comme 4e groupe d'automitrailleuses (4e GAM), à partir du 4e groupe d'escadrons d'automitrailleuses de cavalerie (13e escadron de Reims et 14e escadron de Metz). La nouvelle unité, destiné à la reconnaissance et au combat, est formée de deux escadrons de quinze automitrailleuses de reconnaissance (AMR) Citroën-Kégresse P28 et trois escadrons d'automitrailleuses de combat AMC Schneider P 16. En 1934, l'unité reçoit quinze AMR 33 en remplacement des P28. En prévision de la création de la 1re division légère mécanique, dont le 4e GAM et le 18e régiment de dragons forment la brigade de combat sous blindage, le 4e GAM est réorganisé le 1er mai 1934 avec un groupe d'escadrons AMR (1er escadron mixte et 2e escadron d'AMR) et un groupe d'escadrons AMC (3e et 4e escadrons d'AMC),.

#### Régiment de combat motorisé, 1936-1939
Transformé le 16 mars 1936 en 4e régiment de cuirassiers, il réorganisé comme régiment d'automitrailleuses de combat, remplaçant son ancien matériel en 1937,. Il fait alors partie de la 1re division légère mécanique et forme avec le 18e régiment de dragons la 1re brigade légère mécanique.

### Seconde Guerre mondiale

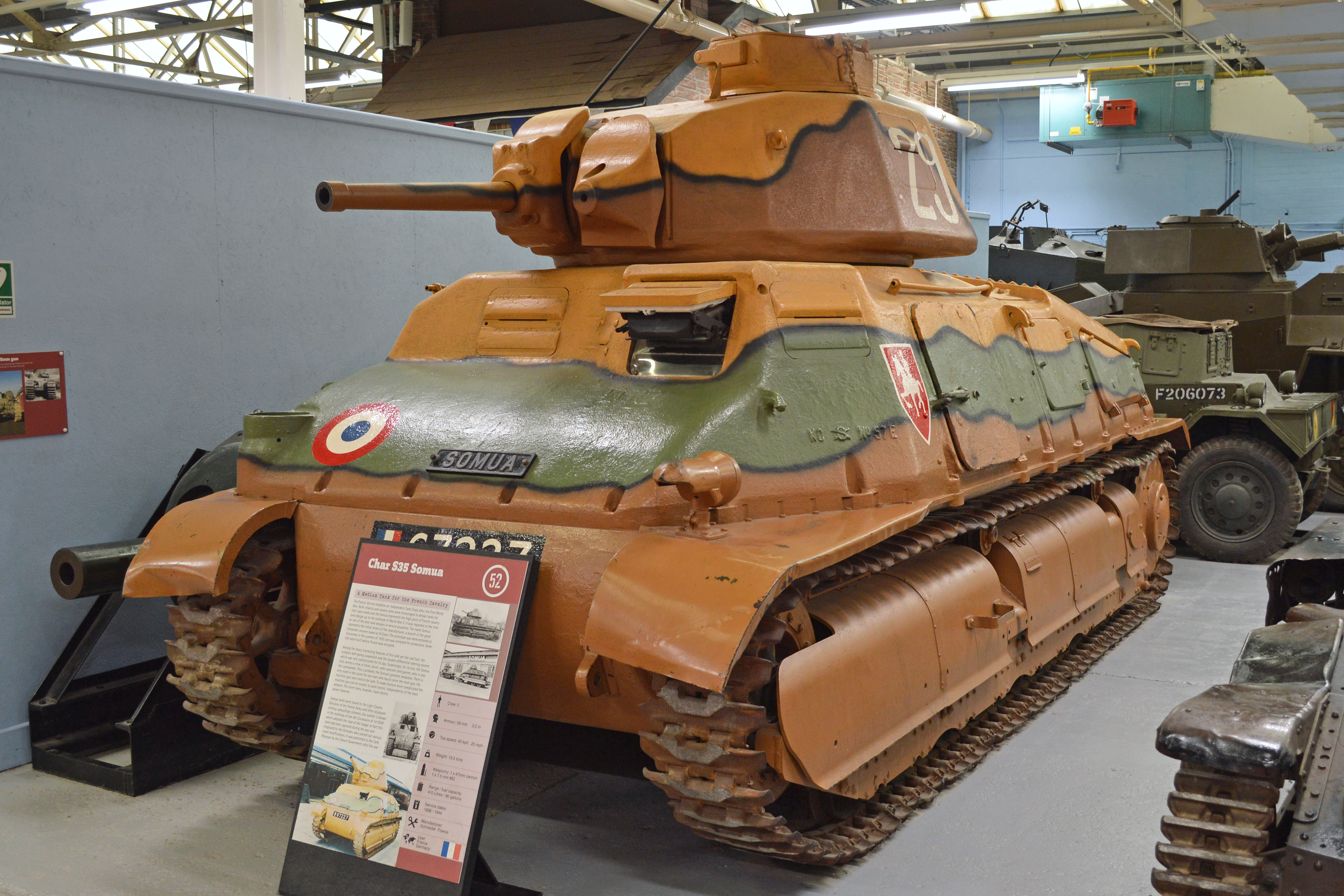
Somua S35 restauré tel qu'il était au 4e régiment de cuirassiers en 1940

#### Drôle de guerre et bataille de France
- Elle ne cite pas suffisamment ses sources. Vous pouvez indiquer les passages à sourcer avec {{référence nécessaire}} ou {{Référence souhaitée}}, et inclure les références utiles en les liant aux notes de bas de page. (Marqué depuis août 2020)
- Elle contient une ou plusieurs listes. Le texte gagnerait à être rédigé sous la forme d’un ou plusieurs paragraphes synthétiques, afin d’être plus agréable à lire. (Marqué depuis août 2020)

- mars 1939, le Régiment reçoit l'appoint des « disponibles ».
- 23 août, mise sur pied de l'échelon A, départ successif des escadrons dans la région Berru Nogent-l'Abbesse.
- samedi 26, le rappel des réservistes aux fascicules 1, 3, 6, amène au quartier Jeanne-d'Arc de Reims un afflux énorme, en même temps que la réquisition des véhicules autos et motos jouait à plein.
- 1er septembre, l'échelon B rejoint le Régiment,
- 11 septembre, le 4e Cuirassiers au grand complet quitte les coteaux champenois et, sous une pluie fine et incessante, atteint, par Suippes, Sainte-Ménéhould et Clermont-en-Argonne, le village de Souilly, Le Régiment n'y stationne guère, et dès le lendemain repart vers les Hauts de Meuse. Le séjour en Woëvre dure peu,
- 19 septembre, le Régiment entier s'établit à Sommedieue, dans la Meuse. Dans ce bourg important, deux mois se passent
- 10 novembre, le Régiment, alerté dans la matinée, s'ébranle vers 13 heures dans la direction de la frontière belge. Les chars embarquent à Dugny ; les éléments légers forment une colonne ; celle-ci cantonne à Mesnil-Annelles, non loin de Rethel, et le lendemain à l'aube, repart. la colonne atteint sans incident Saint-Amand, où elle retrouve les chars débarqués à Saultain.
- le 12, pourtant la situation se détend ; le Régiment se dirige, le 22 novembre vers le sud de Cambrai où il prend ses quartiers d'hiver.

- mi-janvier 1940, la situation générale devenant plus tendue, le Régiment est alerté.
- Dans la nuit du 14 au 15 janvier, par un brouillard glacé et un léger verglas, les escadrons se portent vers Valenciennes, pour stationner à Douchy et aux environs immédiats (Noyelles-sur-Selle) ; l'alerte terminée, ils rejoignent, le lendemain, leurs cantonnements d'Esnes. Haucourt, Lesdain.
- Le 27 mars, la D.L.M. passant à la VIIe Armée (général Giraud), le Régiment fait mouvement par route et se rend par Cambrai, Arras, Saint-Pol, à Fressin (E.H.R ).
- Le 22 avril, le Régiment se porte vers la côte et cantonne dans la région de Montreuil. Dans les dunes près de Berck-Plage, les escadrons trouvent à la fois champs de tir et terrain de manœuvres suffisants pour leurs exercices[7].
- Au déclenchement de la bataille de France, il est constitué de deux groupes d'escadrons, un groupe de deux escadrons de chars Somua S35 et un autre de deux escadrons de chars Hotchkiss H35[8].
- Combat en Belgique et dans les Flandres en mai 1940. La 1re D.L.M. aligne 4 escadrons S 35 (18e Dragons, 4e Cuirassiers), au sein de la VIIe Armée (Général Giraud), va tenter de donner la main au nord à la Hollande.
- Le 22 mai, à Neuville-Saint-Vaast, attaque en direction de Mont-Saint-Éloi. Les combats se poursuivirent après la rupture de la ligne de la Dyle à Gembloux, la 2e D.L.M. en forêt de Mormal, le 18e Dragons au Quesnoy, le 4e Cuirassiers à Landrecies. Jusqu’au bout, les derniers Somua S-35 furent engagés avec succès. Les tout derniers furent sabotés par leurs équipages en vue de Dunkerque.

Sa magnifique attitude durant les Campagnes de Belgique et de France, en 1940, lui vaut une troisième citation à l'ordre de l'Armée :
« Sous les ordres du Lieutenant-colonel Poupel a pris part du 12 au 31 mai 1940 aux opérations de Belgique et des Flandres sans un moment de répit. A fait preuve des plus belles qualités de bravoure et d'entrain, s'engageant à fond, à chaque demande du commandement ; s'est notamment dépensé dans la région du Quesnoy (17 et 18 mai) et sur la Lys (27 et 28 mai) ; est sorti de la bataille le 31 mai dans un ordre parfait donnant un splendide exemple de tenue. A confirmé sa valeur combative dans les opérations de l'ouest de la France en juin 1940 »

#### Première formation en Afrique du Nord
Le 4e régiment de cuirassiers est recréé le 16 septembre 1943 en Algérie, par dédoublement du 5e régiment de chasseurs d'Afrique (il porte quelques jours le nom de 5e RCA bis). Affecté à la 3e division blindée, il reçoit quelques chars américains mais est réduit au statut d'unité cadre car les Américains refusent la création de cette division non prévue dans les accords franco-américains.
Le régiment est dissous le 16 juillet 1944 sans avoir été opérationnel.

#### Nouvelle formation à la Libération
Il est recréé à Reims avec des volontaires des Forces françaises de l'intérieur (FFI) sous le nom de 4e bataillon de cuirassiers FFI le 14 octobre 1944 (formation effectuée fin septembre). Cette unité à pied est régularisée le 1er janvier 1945 sous le nom de 4e régiment de cuirassiers, après renforcement par une partie du 9e régiment de dragons FFI.
Il reçoit en mars 1945 son matériel, des chars Centaur VII livrés par les Britanniques, et sera affecté à la  3e division blindée.

### De 1945 à nos jours
- Elle ne cite pas suffisamment ses sources. Vous pouvez indiquer les passages à sourcer avec {{référence nécessaire}} ou {{Référence souhaitée}}, et inclure les références utiles en les liant aux notes de bas de page. (Marqué depuis août 2020)
- Elle n’est pas rédigée dans un style encyclopédique. (Marqué depuis août 2020)

En septembre 1945, la 3e DB et le 4e cuirassiers partent en occupation en Allemagne. La 3e DB est dissoute le 15 avril 1946 et le 4e cuirassiers revient en France avec le groupement blindé no 3.
Le régiment est en garnison à Mourmelon de 1946 à 1948 puis à Reims jusqu'en 1951, année de son transfert avec la 1re division blindée en Allemagne de l'Ouest à Wittlich où il reste jusqu'en 1968. Il rentre en France en 1968 pour la garnison de Bitche où il reste jusqu'à sa dissolution.
En Allemagne, le régiment entre dans la composition de la 3e brigade blindée (1re division type 59) avec 3 escadrons de chars de bataille et un escadron de chars AMX 13 SS 11. Le régiment rassemble 37 officiers, 154 sous-officiers et 679 soldats du rang.
Le transfert du régiment en France en 1968 s'inscrit dans la réorganisation de l'Armée de terre avec la division 67. Le régiment de chars est alors organisé en trois escadrons de chars de bataille et un escadron porté. Le régiment dépend alors de la 16e brigade mécanisée de la 4e division.
La réorganisation suivante de l'Armée de terre rattache le régiment équipé d'AMX-30 à la 6e division blindée, division 77. La puissance de feu du régiment s'accroît avec un escadron de chars supplémentaire.
L'année 1984 voit encore un nouveau modèle divisionnaire avec la division blindée 84. Le 4e régiment de cuirassiers est alors affecté à la 5e division blindée. Le régiment perd l'escadron porté ainsi qu'un escadron de chars. Toutefois, le nombre de chars par escadrons passe de treize à dix-sept ce qui maintient le nombre de chars dotation théorique de cinquante-trois AMX-30 avec les deux engins de commandement régimentaire.
En 1996, le 4e régiment de cuirassiers relève de la 1re division blindée, unique Grande Unité encore en Allemagne, participation française au Corps européen.
Le 4e cuirassiers est jumelé avec le 3e Lanciers en mai 1969.
Le régiment est dissous lors de la professionnalisation. Le 17 juillet 1997 à 11 heures, le lieutenant-colonel Trinquand a réuni ses hommes. Tous savaient déjà ce qu’il allait leur annoncer : « Notre régiment fait partie de ceux qui doivent être dissous dès 1997. » Le 4e Régiment de Cuirassiers, trois siècles et demi après sa création, vit donc sa dernière année d’existence. Ses 850 hommes - dont 200 officiers et sous-officiers -, quitteront Bitche. Le 28 juin 1997, après 354 années d'existence, le 4e Cuirassiers est dissous. C'est le capitaine Pinon qui a enroulé son étendard.

## Étendard

Étendard du 4e cuirassiers le 14 juillet 1880.

Il porte, cousues en lettres d'or dans ses plis, les inscriptions suivantes :
- Valmy 1792
- Fleurus 1794
- Heilsberg1807
- Wagram 1809
- Dresde 1813
- L'Aisne 1917-1918
- Champagne 1918
- Argonne 1918

## Décorations
Sa cravate est décorée :
- De la Croix de guerre 1914-1918 avec deux palmes.
- De la Croix de guerre 1939-1945 avec une palme.

Il a le droit au port de la fourragère aux couleurs du ruban de la Croix de guerre 1914-1918.

## Insignes
- Héraldique : De sa création jusqu'à la Révolution française, ce régiment a été la propriété des reines successives. Le dernier insigne est à la couleur rouge de leur livrée et porte en son centre le soleil de Louis XIV surchargé du monogramme couronné de son épouse, la reine Marie-Thérèse.
- L'insigne du 4e groupe d'automitrailleuses de 1934 à 1936 puis du 4e régiment de cuirassiers de 1936 à 1940 représente Jeanne d'Arc à cheval, sur un fond rond (4e GAM) ou sur un écu (4e cuirassiers)[6].

### Uniformes d'Ancien Régime

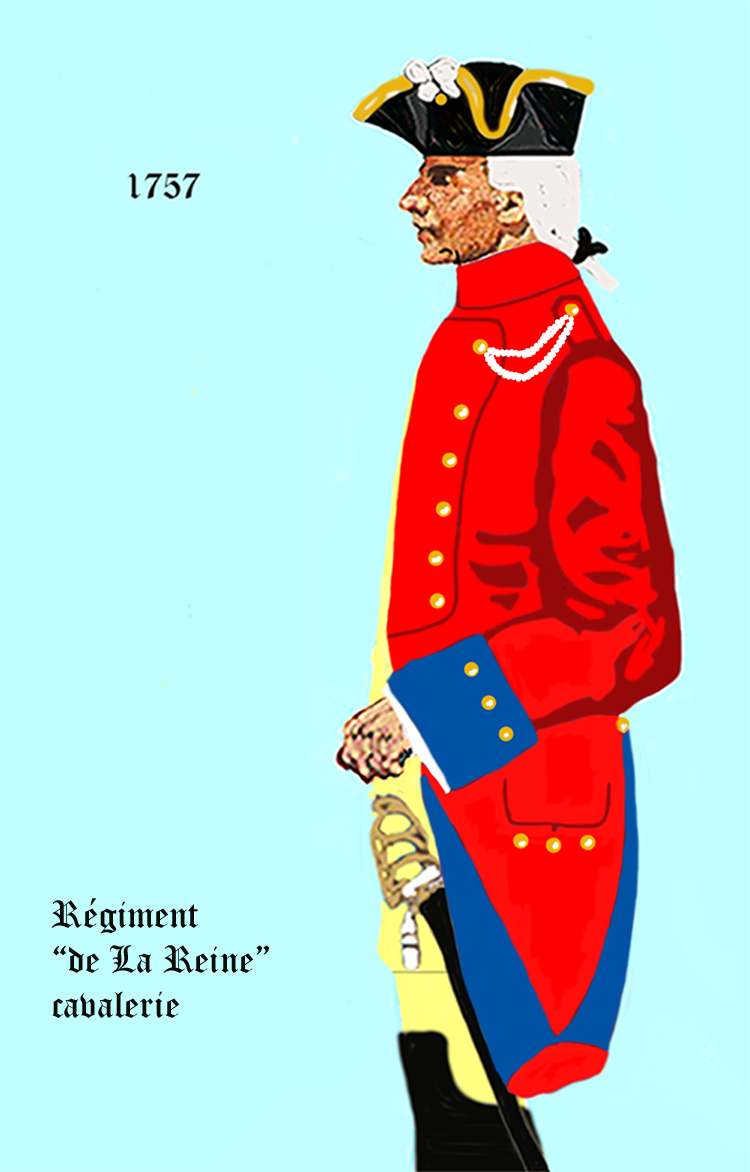
l' uniforme du régiment de 1757 à 1762
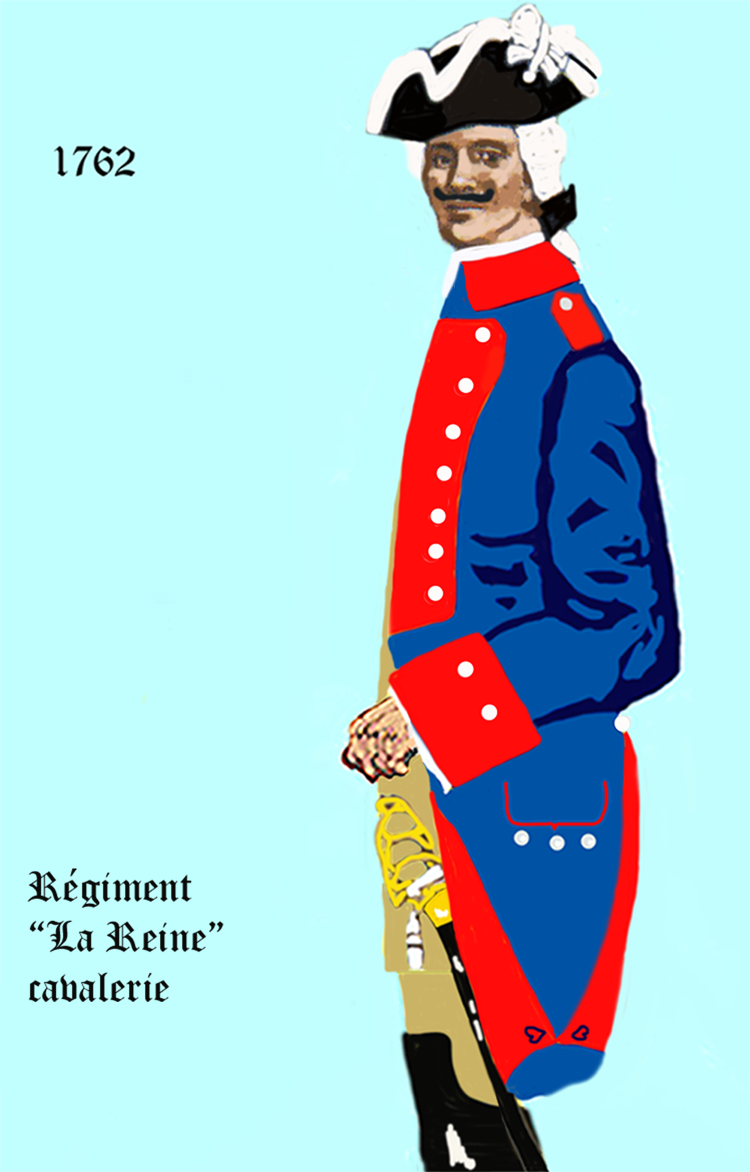
l' uniforme du régiment de 1762 à 1767
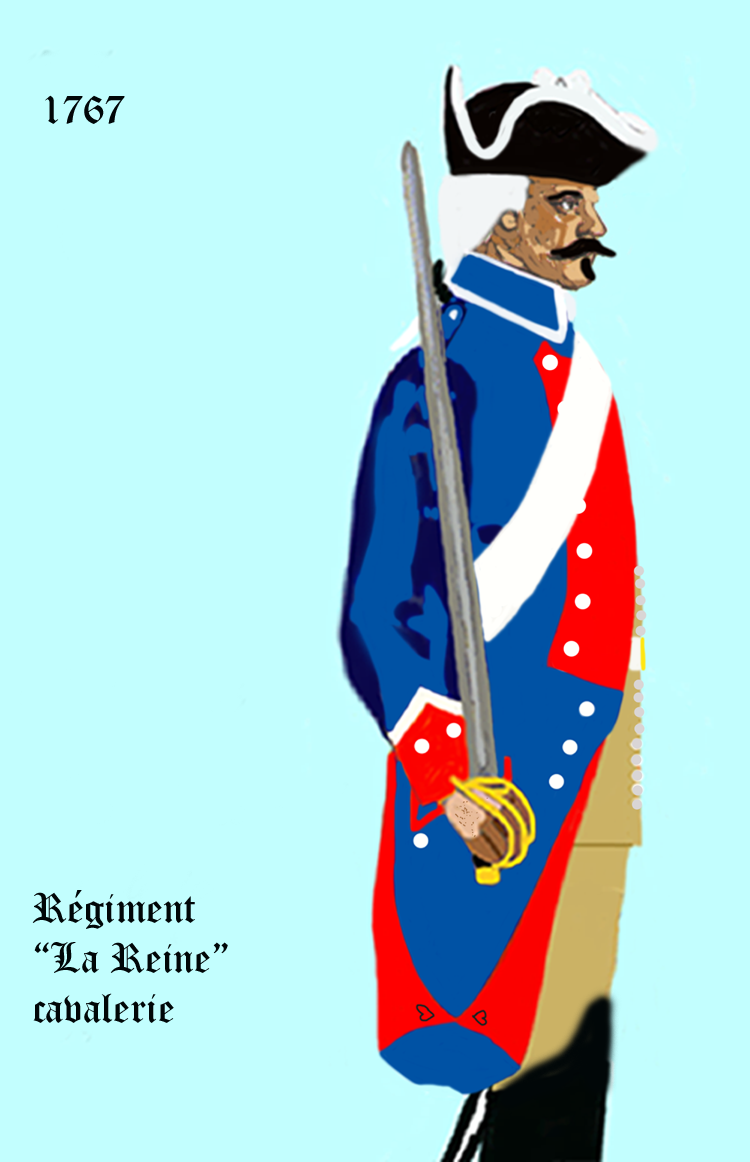
l' uniforme du régiment de 1767 à 1776

## Personnalités ayant servi au sein du régiment
- Edgar Clarke (1799-1852), 2e duc de Feltre, 2e comte d'Hunebourg, militaire et homme politique français.
- Arthur Clarke (1802-1829), frère du précédent, militaire français du XIXe siècle ;
- Alphonse Clarke (1806-1850), frère des précédents, compositeur français du XIXe siècle ;
- René Herval (1890-1972), historien et écrivain français ;
- Pierre Dunoyer de Segonzac (1906-1968), directeur de l'École des cadres d'Uriage (1940-42) ;
- Jean Netter (1914-2010), Compagnon de la Libération, y a effectué son service militaire ;
- Roger Hassenforder, coureur cycliste français, y fait son service militaire en 1950 ;

### Sources et bibliographie
- Général de brigade Philippe Peress, 31 rue Hoche, 49400 Saumur.
- Musée des Blindés ou Association des Amis du Musée des Blindés, 1043 route de Fontevraud, 49400 Saumur.
- Le 4e Cuirassiers de 1914 à 1919, Lyon, Impr. de A. Rey, 1920, 83 p., lire en ligne sur Gallica.
- Erik Barbanson, La 1re DLM au combat : Chars et blindés de cavalerie 1939-1940, Histoire & Collections, coll. « Encyclopédie de l'armée française », 2021, 2e éd. (1re éd. 2011), 152 p. (ISBN 9791038012141, présentation en ligne).
- Journaux des marches et des opérations sur Mémoire des hommes :
  - JMO du 12 décembre 1918 au 7 avril 1919 (no 26 N 876/14), 8 p. (lire en ligne).